# Kika van Es
Kika van Es (Boxmeer, 11 oktober 1991) is een Nederlands voormalig voetbalster die als verdediger speelde. In 2023 beëindigde ze haar loopbaan.

## Clubcarrière
In de zomer van 2008 verruilde Van Es, die uit Groeningen komt, haar amateurvereniging Olympia '18 voor Willem II, waar ze haar debuut in de Eredivisie maakte. In haar eerste seizoen speelde ze negentien wedstrijden. In de zomer van 2010 maakte ze de overstap naar VVV-Venlo. Na twee jaar keerde ze terug naar Brabant voor het nieuwe elftal van PSV/FC Eindhoven. In 2016 ging ze voor Achilles '29 spelen. In juni 2017 maakte ze de overstap naar FC Twente. Een jaar later tekent ze een contract voor een jaar bij AFC Ajax, alhoewel ze naar eigen zeggen: "echt wel anti-Ajax" was.
In de zomer van 2019 werd tijdens het WK vrouwenvoetbal bekend dat van Es over zou stappen naar Everton met een contract voor twee jaar, waar ze gaat samenspelen met Inessa Kaagman. Door de corona-lockdown in Engeland koos ze in oktober 2020 om opnieuw te spelen bij FC Twente. In 2022 keerde ze terug bij PSV.

## Statistieken
| Seizoen         | Club            | Land            | Competitie          | Competitie | Competitie | Beker | Beker | Internationaal | Internationaal | Totaal | Totaal |
| Seizoen         | Club            | Land            | Competitie          | Wed.       | Dlp.       | Wed.  | Dlp.  | Wed.           | Dlp            | Wed.   | Dlp.   |
| --------------- | --------------- | --------------- | ------------------- | ---------- | ---------- | ----- | ----- | -------------- | -------------- | ------ | ------ |
| 2009/10         | Willem II       | Nederland       | Eredivisie          | 17         | 1          | -     | -     | -              | -              | 17     | 1      |
| 2010/11         | VVV-Venlo       | Nederland       | Eredivisie          | 21         | 1          | -     | -     | -              | -              | 21     | 1      |
| 2011/12         | VVV-Venlo       | Nederland       | Eredivisie          | 16         | 3          | -     | -     | -              | -              | 16     | 3      |
| 2012/13         | PSV             | Nederland       | Women's BeNe League | 13         | 1          | -     | -     | -              | -              | 13     | 1      |
| 2013/14         | PSV             | Nederland       | Women's BeNe League | 20         | 1          | -     | -     | -              | -              | 20     | 1      |
| 2014/15         | PSV             | Nederland       | Women's BeNe League | 3          | 0          | -     | -     | -              | -              | 3      | 0      |
| 2015/16         | PSV             | Nederland       | Eredivisie          | 20         | 1          | -     | -     | -              | -              | 20     | 1      |
| 2016/17         | Achilles '29    | Nederland       | Eredivisie          | 24         | 3          | -     | -     | -              | -              | 24     | 3      |
| 2017/18         | FC Twente       | Nederland       | Eredivisie          | 21         | 1          | -     | -     | -              | -              | 21     | 1      |
| 2018/19         | AFC Ajax        | Nederland       | Eredivisie          | 23         | 1          | -     | -     | 7              | 0              | 30     | 1      |
| 2019/20         | Everton         | Engeland        | WSL                 | 10         | 0          | 2     | 0     | -              | -              | 12     | 0      |
| 2020/21         | Everton         | Engeland        | WSL                 | 0          | 0          | -     | -     | -              | -              | 0      | 0      |
| 2020/21         | FC Twente       | Nederland       | Eredivisie          | 18         | 1          | 7     | 0     | -              | -              | 25     | 1      |
| 2021/22         | FC Twente       | Nederland       | Eredivisie          | 17         | 0          | 4     | 0     | 4              | 0              | 25     | 0      |
| Carrière totaal | Carrière totaal | Carrière totaal | Carrière totaal     | 223        | 14         | 13    | 0     | 11             | 0              | 247    | 14     |

Bijgewerkt op 6 juli 2022

## Interlandcarrière
Van Es maakte in een WK-kwalificatiewedstrijd tegen Wit-Rusland (1–1 gelijkspel) haar debuut in het Nederlands elftal. Nederland plaatste zich niet voor het WK 2011. Vier jaar later nam het wel deel aan het wereldkampioenschap voetbal 2015 in Canada, waar Van Es niet tot de selectie behoorde door een zware blessure; in 2014 liep ze een dubbele beenbreuk op. In de kwalificatie had ze wel meerdere interlands in het basiselftal gespeeld.
Van Es maakt bij het Europees kampioenschap voetbal 2017 in eigen land deel uit van de Nederlandse selectie die Europees kampioen werd. Met het team verloor ze de finale van het Wereldkampioenschap voetbal vrouwen 2019 van de Verenigde Staten. Ze maakte tevens deel uit van de selectie op de Olympische Zomerspelen 2020. Van Es werd niet geselecteerd voor het Europees kampioenschap voetbal vrouwen 2022.

## Erelijst
| Competitie             | Winnaar   | Winnaar   | Runner-up | Runner-up | Derde     | Derde     |
| Competitie             | Aantal    | Jaren     | Aantal    | Jaren     | Aantal    | Jaren     |
| Nederland              | Nederland | Nederland | Nederland | Nederland | Nederland | Nederland |
| ---------------------- | --------- | --------- | --------- | --------- | --------- | --------- |
| Europees kampioenschap | 1x        | 2017      |           |           |           |           |
| Algarve Cup            | 1x        | 2018      |           |           |           |           |
| Wereldkampioenschap    |           |           | 1x        | 2019      |           |           |

 FC Twente
Vrouwen Eredivisie 2020/21, 2021/22
Eredivisie Cup 2021/22

## Trivia
- Van Es was in 2015 de eerste vrouwelijke voetballer die D'n Opkikker ontving. Een prijs voor een langdurig geblesseerde voetballer uit het Nederlands betaald voetbal.

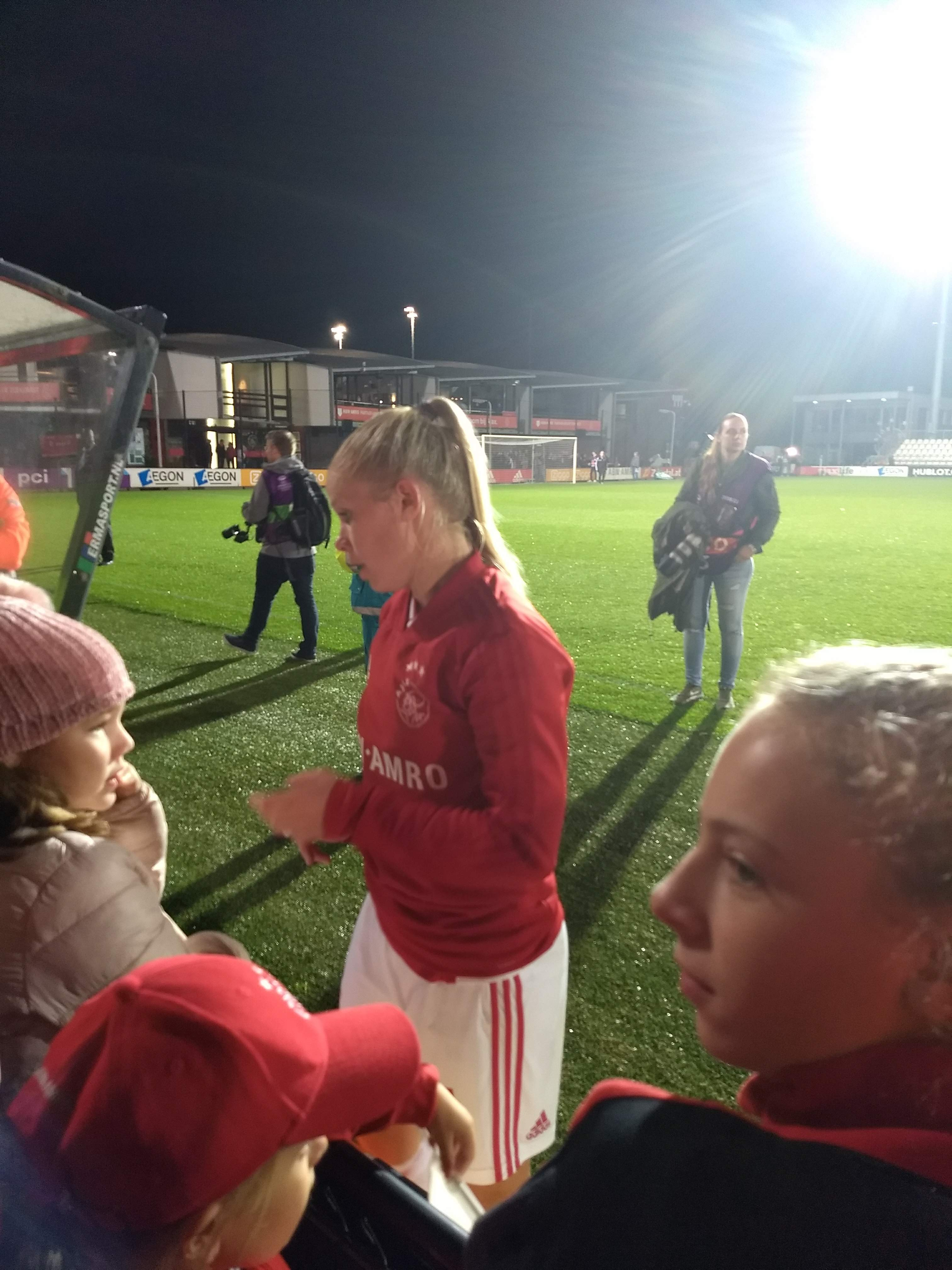
Na de wedstrijd tegen Olympique Lyonnais (oktober 2018)